# Stolczowie z Gostomii
Stolczowie z Gostomii (niem. Stoltz von Simsdorf) – śląska rodzina szlachecka.

## Historia
Rodzina pochodziła z Gostomii koło Białej. Najstarszym znanym przedstawicielem rodu był Nico Stolcz, który został wymieniony w dokumencie z połowy XIV wieku. Do połowy XVI wieku jego potomkowie nie ruszali się poza okolice Prudnika. W 1569 Sebastian Stoltz von Simsdorf, mąż Katarzyny Schoff, kupił dobra Pawłów koło Raciborza.
Pierwszym znanym przedstawicielem na ziemi bytomskiej był Jan Jerzy wymieniony w dokumentach z 1716 jako bytomski starosta ziemski. Był też właścicielem Kopciowic, Zabrzega, Ścierni i Poręby. 20 lutego 1719 został wywyższony przez króla Czech i cesarza Karola VI Habsburga do stanu czeskich baronów.
Według herbarzu ks. Błażka Jan Jerzy miał jednego syna i jedną córkę, natomiast Józef Knosała twierdził, że miał dwóch synów: Jana Adama i Adama. Dzieci Jana Jerzego byli ostatnimi panami na radzionkowskim zamku. Anna Katarzyna wyszła za mąż za hrabiego Jana Ernesta Henckel von Donnersmarck z Bogumina w 1701, a Jan Adam ożenił się w styczniu 1719 z hrabianką Eleonorą Szarlottą z Hencklów.
Jan Adam walczył w armii cesarskiej w Hiszpanii. Zmarł w Trenczynie na początku grudnia 1703. Anna Katarzyna zmarła tydzień przed wigilią Bożego Narodzenia w 1754 w Boguminie.